# Viktor Planckh
Viktor Planckh (* 26. September 1904 in Troppau, Österreichisch-Schlesien, Österreich-Ungarn; † 11. Juni 1941 in Athen) war ein österreichischer Maler, Grafiker und Bildhauer der Neuen Sachlichkeit. Auf Grund seiner Geburt und künstlerischen Beziehungen wird er aber auch als deutsch-böhmischer bzw. schlesischer Künstler angesehen. Nach seiner Ausbildung an der Kunstgewerbeschule Wien war er von 1927 bis 1938 Mitglied der Künstlervereinigung Hagenbund.
Seine bevorzugten Sujets waren  Figurenkompositionen,  Porträts, Stillleben, Landschaften und  Akte. Dabei zeichnen sich seine Kompositionen durch Klarheit und Einfachheit aus, sein Stil ist sachlich.

## Leben und Wirken
Viktor Planckh wurde als Sohn des Rittmeisters Julius Planckh und dessen Ehefrau Stefanie Planckh, geb. Lemach in Troppau geboren. Nach Übersiedlung der Familie nach Wien besuchte er dort die Grundschule und das Gymnasium, wo er sich besonders für den Mal- und Zeichenunterricht interessierte und Maler werden wollte.
Nach dem  Ersten Weltkrieg und der Rückkehr des Vaters aus russischer Kriegsgefangenschaft in Tomsk begann der finanzielle Abstieg der Familie.
Planckhs Vater, Oberst Julius Planckh, wurde kurzfristig vom Staatsamt für Heereswesen in Wien zum Landesbefehlshaber des Sudetenlandes in Troppau bestellt. Ende Februar 1919 wurde er jedoch seines Kommandos enthoben, zum Dragoner degradiert und seine Pensionsansprüche gestrichen.
Der Vater weigerte sich zunächst, den Berufswunsch seines Sohns zu akzeptieren, ein Maler zu werden. Aus wirtschaftlichen Gründen entschied sich Viktor Planckh daher für die Kunstgewerbeschule Wien, die er ab September 1921 besuchte. Seine Lehrer an der Kunstgewerbeschule waren u. a. Viktor Schufinsky (1876–1947),  Adolf Boehm (1861–1927), Franz Cizek (1865–1946) und Bertold Löffler (1874–1960). Planckh war in diesen Jahren auch schriftstellerisch tätig.
Da Viktor Planckh in Österreich als Tschechoslowake galt, war sein Studium teurer als für österreichische Studenten, außerdem wurden ihm als Ausländer mehrere Auszeichnungen verweigert. Im Sommer 1926 schloss Viktor Planckh sein Studium an der Kunstgewerbeschule ab.

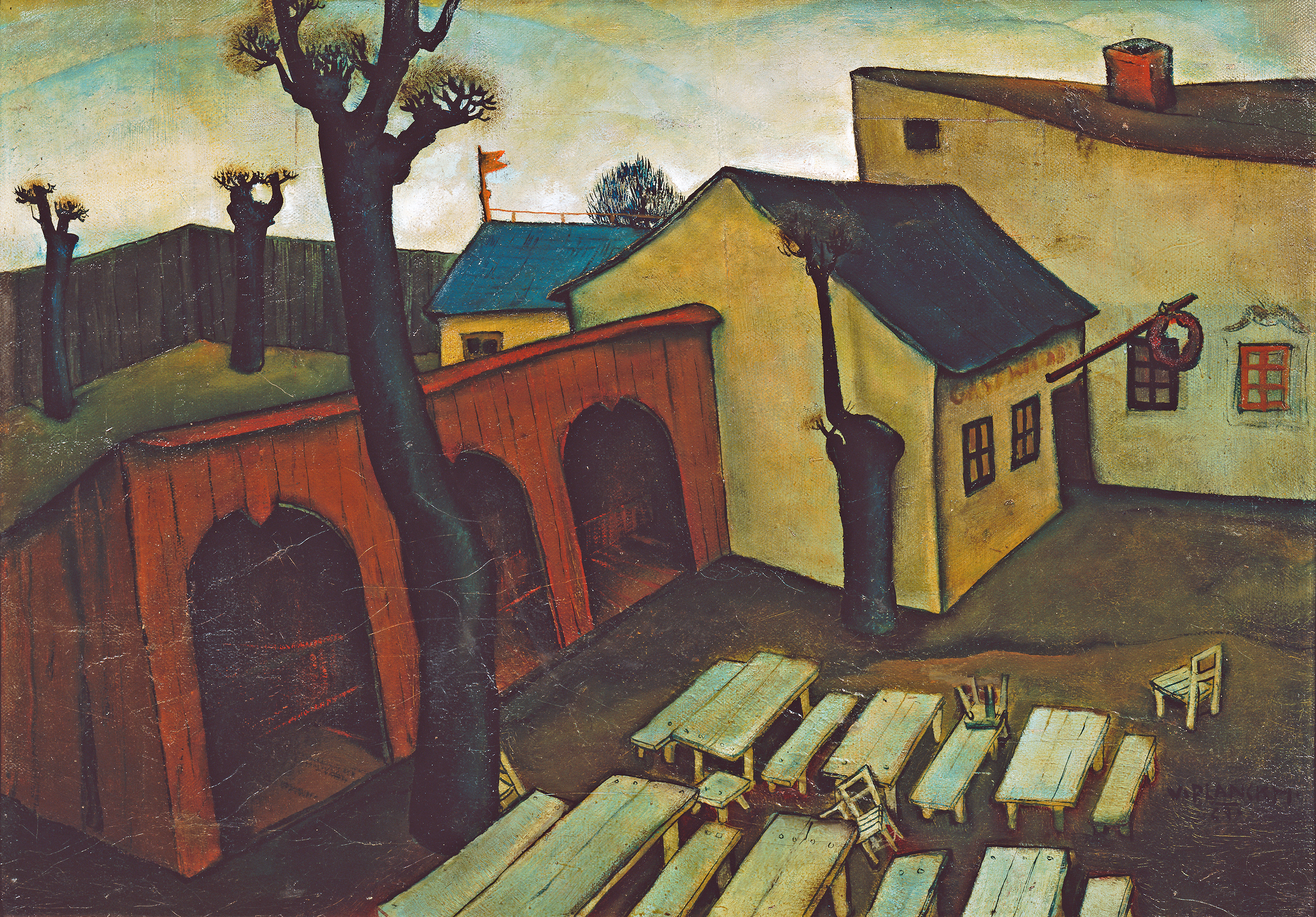
Viktor Planckh: Gasthaus in der Vorstadt (1927)

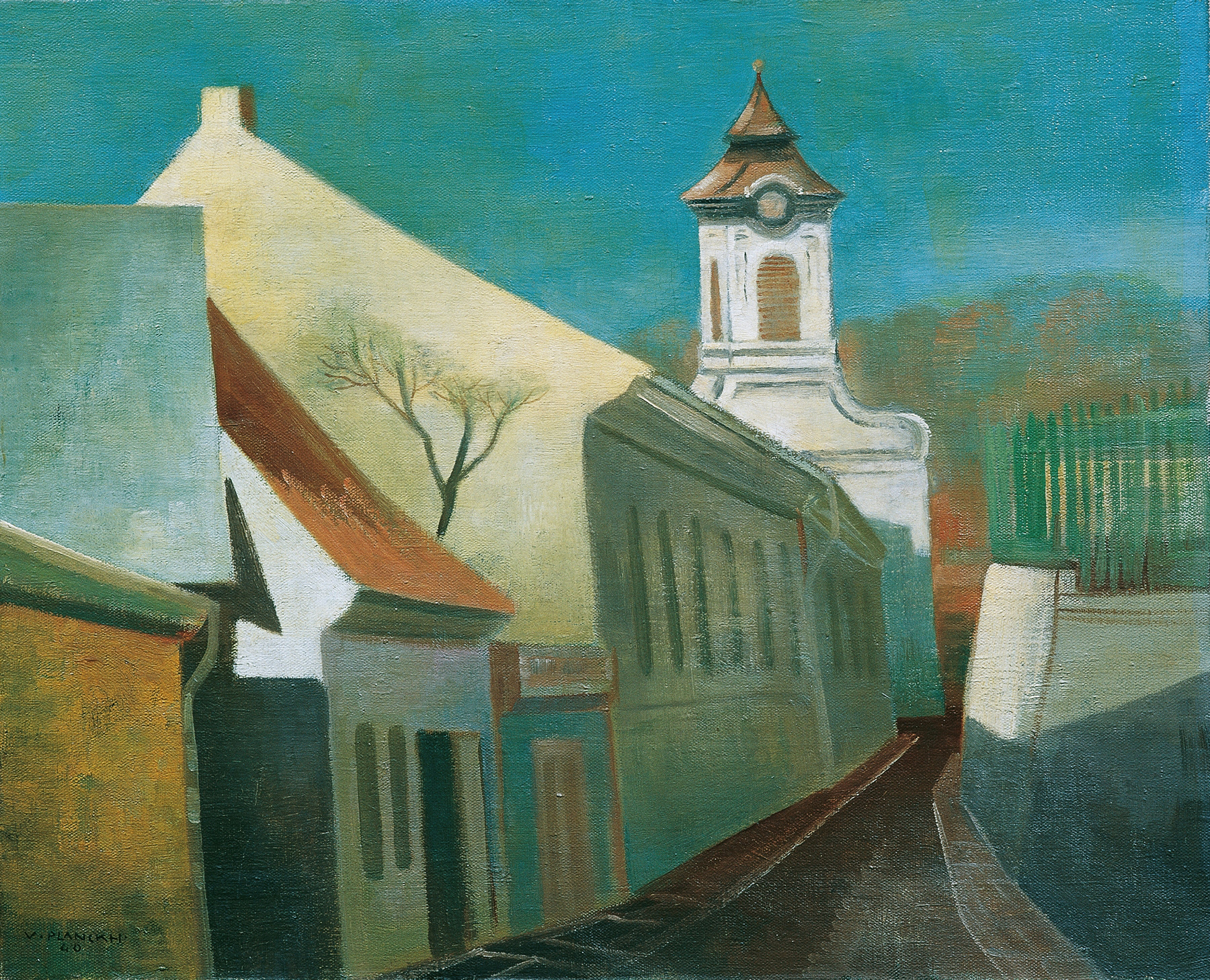
Viktor Planckh: Straße in Pötzleinsdorf (1940)

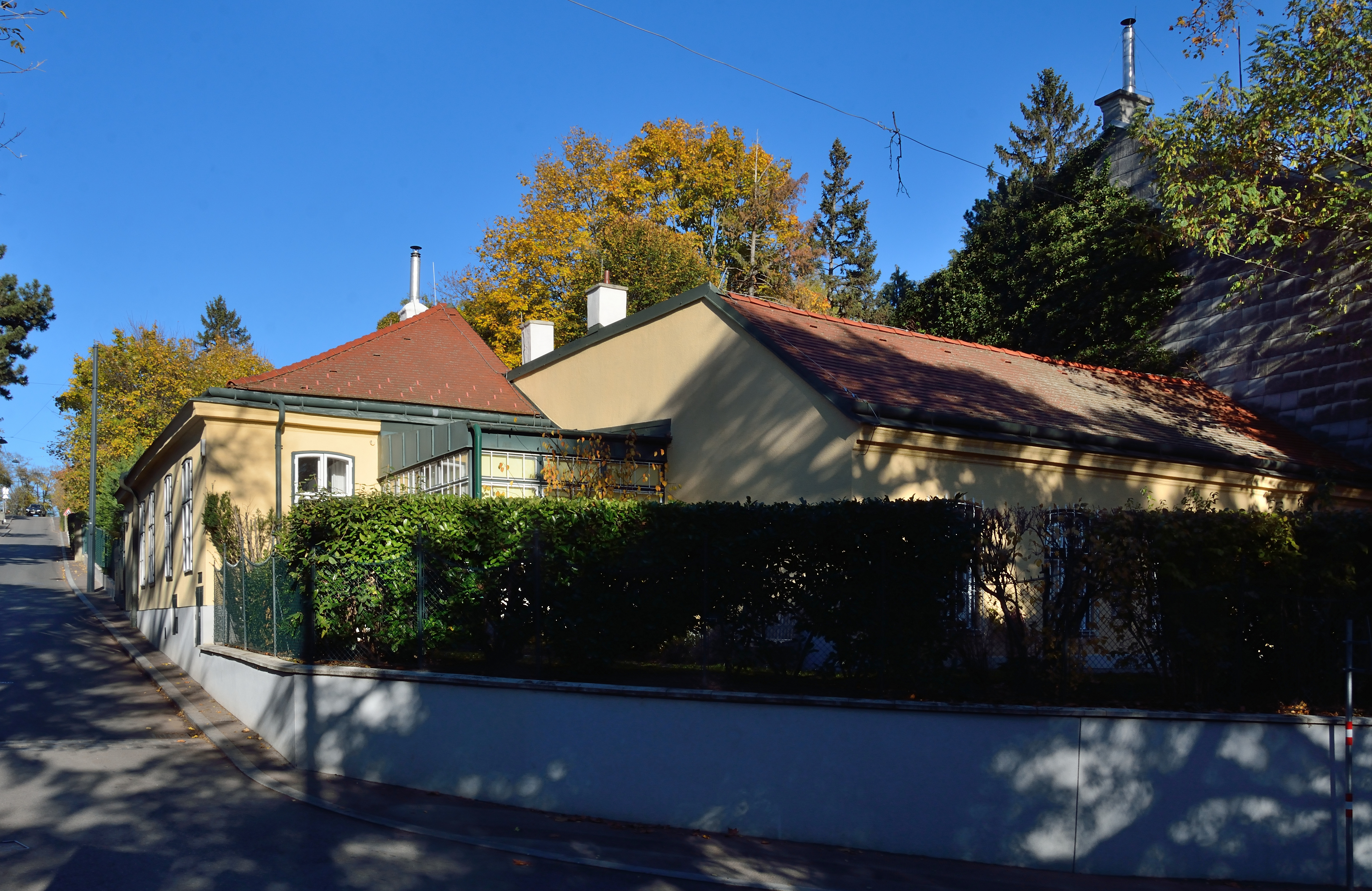
Der Fuchsbau in Wien, Ludwiggasse 2 – Atelier von Planckh

Im Alter von 22 Jahren wurde Viktor Planckh zum ordentlichen Mitglied des Hagenbundes gewählt und nahm von 1927 bis 1938 aktiv an den Ausstellungen dieser Wiener Künstlervereinigung teil.
Nach seinen ersten Ausstellungserfolgen unternahm Viktor Planckh verschiedene Studienreisen: im Herbst 1926 nach Paris, 1927 mit einem tschechoslowakischen Stipendium nach Italien, wo er u. a. Rom, Florenz, Neapel, Vietri sul Mare, Palermo, Messina und Taormina besuchte und im Frühjahr 1929 über Budapest, Belgrad, Saloniki nach Athen reiste.
In den Jahren 1928/1929 war Viktor Planckh mit der Tänzerin Aimée Carola von Kutschera
und mit der Amerikanerin Caroline Crosby befreundet, von der er zwei Porträts schuf.
Im Jahr 1931 stellte Viktor Planckh zusammen mit Felix Albrecht Harta (1884–1967),  Georg Jung (1899–1957) und Carry Hauser (1895–1985) einige Freskoentwürfe und Wandmalereien in der Ausstellung „Das neue Fresko“ in der Felsenreitschule Salzburg aus. Dafür schuf er den Karton „Obsternte“ in Grödig bei Hallein. Er war bestrebt, die Freskomalerei mittels Einfachheit und Klarheit wiederzubeleben.
Im Winter 1932 hielt sich Planckh längere Zeit in Wien auf. Hier lernte er die Amerikanerin Ruth McVitty (1906–1994) kennen, die er im Frühjahr 1933 heiratete. Zusammen reisten sie anschließend in die USA, wo er sich erfolgreich an zahlreichen Ausstellungen beteiligte. Das Paar lebte dann abwechselnd in Wien (18. Wiener Gemeindebezirk Währing, Pötzleinsdorfer Straße 22) und in den USA. Im Jahr 1934 war Planckh wieder in Italien und 1935 stellte er in einer Hagenbund-Ausstellung zehn Gemälde in einem eigenen Saal aus.
Danach reiste das Paar erneut nach Amerika, wo Planckh am Cape Cod einige Bilder malte. Im Jahr 1936 folgte eine Reise in die Sowjetunion, wo er die Bilder seiner „Russischen Mappe“ schuf. Die Jahre 1937/38 verbrachte Planckh wieder in Amerika.
Nach der Auflösung des Hagenbunds im Jahr 1938 wurde Viktor Planckh Mitglied der Reichskammer der bildenden Künste, da er seit 1925 den  kammerpflichtigen Beruf eines Malers, Zeichners und Bildhauers ausgeübt hatte.
Wegen der Erkrankung seiner Frau hielt er sich 1939 für drei Monate in Troppau auf. Es entstand die Serie das „Deutsche Ritterordens Spital“.
Im Frühsommer bezog der Künstler mit dem Bildhauer Karl Stemolak (1875–1954) ein Atelier in Wien, wo dieser ihn in die Steinbildhauerei einführte.
Im Jahr 1940 konnte Viktor Planckh in sein eigenes Haus mit Atelier, den sogenannten Fuchsbau, in Wien-Pötzleinsdorf, Ludwiggasse 2 einziehen.
Viktor Planckh wurde 1941 zur Wehrmacht einberufen und nach dreimonatiger Grundausbildung als Kraftfahrer nach Griechenland abkommandiert, wo er den  Feldzug der Wehrmacht in Bildern (Gouachen) dokumentierte. Viktor Planckh starb am 11. Juni 1941 an den Folgen einer  Ruhrerkrankung in einem Kriegslazarett in Athen. Er wurde auf dem Armeefriedhof in der Nähe von Athen an der Straße nach Piräus begraben.
Seine Frau Ruth Planckh hat nach dem Tod ihres Mannes weiterhin in Wien gelebt und dort den Zweiten Weltkrieg, das Kriegsende und die ersten Nachkriegsjahre erlebt. Sie war noch zweimal verheiratet und ist 1994 gestorben.

### Wertung
Durch seine Geburt und zahlreiche Ausstellungsbeteiligungen gehört Viktor Planckh „zur deutsch-böhmischen Kunstszene der Zwischenkriegszeit in der Tschechoslowakei“ (Zitat von Ivo Habán). Zusammen mit Adolf Gebauer waren sie als Vertreter der Neuen Sachlichkeit die „künstlerischen Führungspersönlichkeiten in Böhmisch-Schlesien“.
Er arbeitete mit verschiedenen Techniken, neben Ölgemälden, Aquarellen, Gouachen, Wasserfarben sowie Feder- und Tuschezeichnungen schuf er auch Plastiken in Terrakotta und Bronze.
In den bevorzugten Sujets seiner Porträts, Figurenkompositionen, Akte und Landschaften, die sich durch Klarheit und Einfachheit in der Malweise auszeichnen und ihn in die Nähe der  Neuen Sachlichkeit rücken, thematisiert er die Tristesse der Vorstadt und der Menschen der Zwischenkriegszeit. In seinem Selbstporträt von 1927 zeigt er sich als einen nachdenklichen, von Sorgen gedrückten jungen Mann.
Ab 1927 sind seine Landschaftsbilder im Stil des Neoklassizismus gestaltet.
Wegen seiner Vorliebe für großräumige Bilder arbeitete er auch als Freskomaler. In der Freskomalerei nutzte er die Überschneidung mit räumlichen Objekten.
Der Gesamtausdruck der Kompositionen in seinen Gemälden nimmt den Charakter einer mittelalterlich-naiven Perspektive an.

## Werke (Auswahl)
Seine Arbeiten befinden sich in den Sammlungen der Nationalgalerie Prag, des Schlesischen Landesmuseums Opava, der Österreichischen Nationalbank Wien sowie in der Österreichischen Sammlung Belvedere in Wien.
- Jugendliches Selbstportrait im Profil[14]
- Studienkopf[15]
- Stillleben mit Fischen, um 1925[16][17]
- Zirkuszelt mit Wagen, 1926, Öl auf Holz, Österreichische Nationalbank[9][12][16]
- Selbstporträt, 1927, Oesterreichische Nationalbank Wien[9][12]
- Gasthaus in der Vorstadt, 1927, Österreichische Galerie Belvedere Wien[15][16][17]
- Häuser in den Hügeln, 1927–1930, Öl auf Leinwand[14]
- Fischer an der Seine, 1928, Oesterreichische Nationalbank Wien[12]
- Bürgerliche Familie, 1928[15]
- Zwei Akte am Strand, 1928[15]
- Die Gattin des Künstlers mit Blumen, um 1928[15][16][17]
- Italienerin mit Fischkorb[15]
- Junge mit Jahrmarktstrompete, 1928, Öl auf Leinwand[14][18]
- Fische, 1928, Öl auf Leinwand[19]
- Frau mit Fischen, um 1928, Kunstgalerie Ostrava[20]
- Stillleben mit Fischen, 1928, Öl auf Leinwand[14][18]
- Fischer an der Seine, 1928, Öl auf Leinwand[9][14]
- Akt vor Flußlandschaft, 1929[15]
- Weiblicher Halbakt vor Draperie, 1929, Öl auf Karton[14][4]
- Weiblicher Halbakt, Öl auf Leinwand, 1930, Leopoldmuseum Wien[9][21]
- Modepuppe, 1929, Aquarell[22]
- Fischer von Waldai, 1929[15]
- Fischverkäuferin, 1930[15]
- Lemach-Haus (Elternhaus seiner Mutter Stefanie Lemach in Troppau, Grätzer Str. 20), 1930, Aquarell, Schlesisches Landesmuseum[23]
- Mädchen mit Äpfeln, um 1930, Öl auf Leinwand, Kunstgalerie Ostrava[24]
- Kniender Akt mit weißem Tuch, 1930, Öl auf Leinwand[14][25][26]
- Vasen, 1930, Gouache[27]
- Portrait der Gattin des Künstlers in einer Landschaft, 1930[14]
- Josephine Baker, 1930, Skulptur[14]
- Mädchen, 1930, Gouache[14]
- Herr mit Zigarre und Stock, 1930–1939, Öl auf Leinwand[14]
- Fischer, 1932, Gouache[14]
- Boote am Meer, 1933[15]
- Sitzender Akt, 1934[14]
- Weiblicher Kopf mit Turban, Skulptur, 1935[17][15]
- Uspenskij-Kathedrale in Moskau, 1936, Aquarell[28]
- Traunsee, 1937, Öl auf Leinwand[14]
- Stillleben mit Calla-Lilien, 1939[29]
- Straße in Pötzleinsdorf, 1940[15][16][17]
- Früchtestilleben, 1940[14]
- Der Hof, 1940, Gouache[14]
- Selbstbildnis, 1940, Gouache[14]
- Stillleben mit Äpfeln in einem Korb, 1940[14]
- Lesender, Öl auf Leinwand[14]
- Weingarten bei Sievering, Gouache[14]

## Ausstellungen
- 1927 bis 1938: Hagenbund-Ausstellungen in Wien
- 1929 und 1930: Ausstellung der Prager Secession in Prag (als Gast)
- 1930: Ausstellung „Moderne österreichische Malerei“ in Wien
- 1930 und 1931: Internationale Kunstausstellung in Karlsbad
- 1930/31: Ausstellung des Vereins der bildenden Künstler Schlesiens in Troppau
- 1931: Beteiligung an der Ausstellung sudetendeutscher Künstler in Nürnberg[30]
- 1932: Ausstellung in New York (Ferargil Gallery)
- 1934: Ausstellung im Künstlerhaus Wien
- 1935: Ausstellungen in Philadelphia (Boyer Gallery) und New York (Weyhe Gallery)[1]
- 1937: Ausstellungen im Present-Day Club of Princeton, New Jersey und in Philadelphia (Boyer Gallery)
- 1992: Ausstellung in der Galerie 16 in Wien
- 1996: Ausstellung Kunstgalerie Ostrava
- 2019: Ausstellung Die Neue Sachlichkeit in der Albertina Wien[12]